# Jangle pop

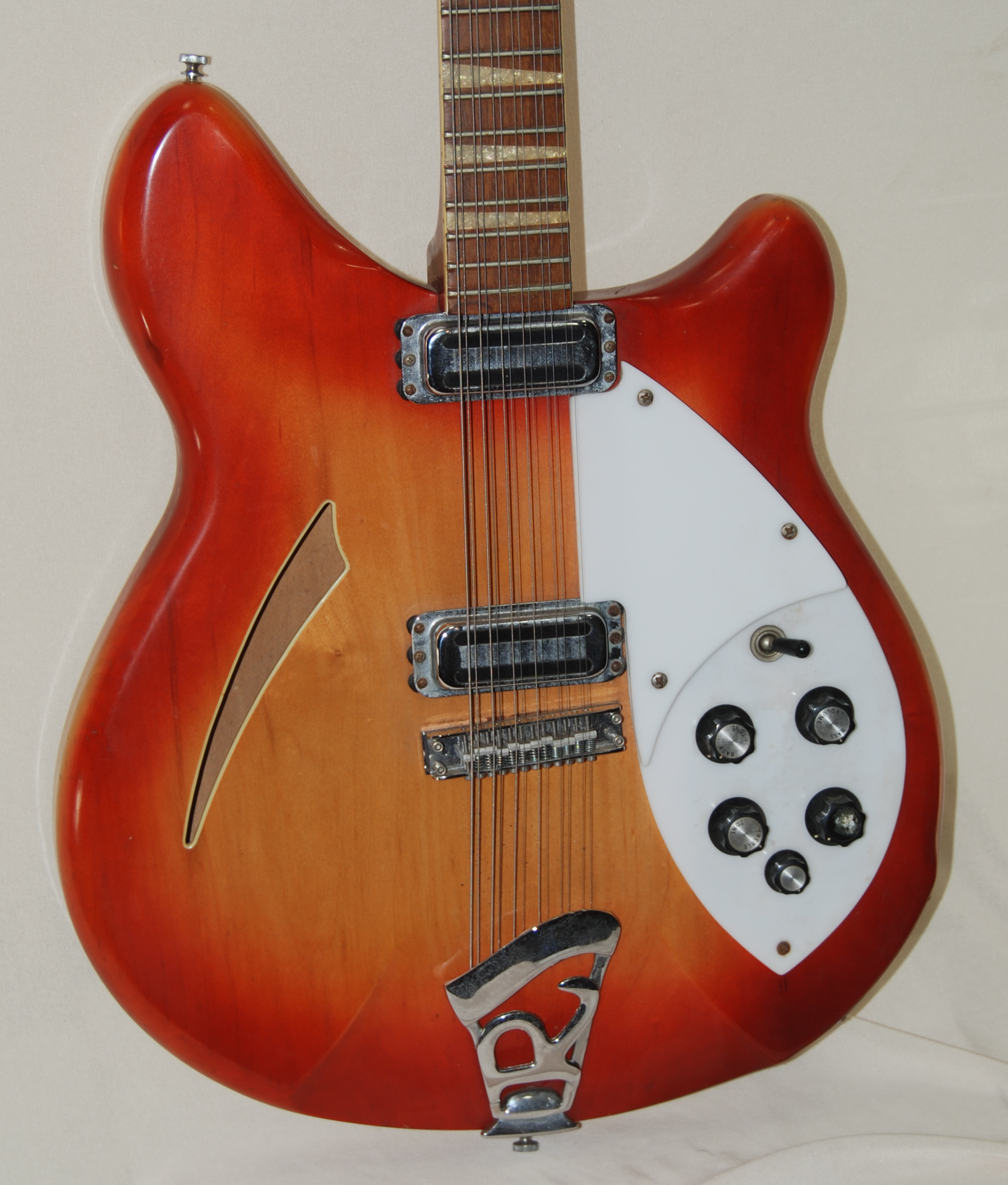
Rickenbacker 360/12, identyczny z modelem powszechnie używanym do wytwarzania „dźwięcznych” dźwięków gitary w latach 60.

Jangle pop – gatunek muzyczny powstały w połowie lat 60. XX wieku, łączący charakterystyczne, „brzęczące” (ang. jangle „brzęczeć”) brzmienie gitar z power popowymi strukturami.
Jangle pop pozostawał poza głównym nurtem – teksty piosenek były często niezrozumiałe, a ich brzmienie niekiedy nosiło znamiona amatorskiej produkcji. Pierwszą i najbardziej znaną grupą jangle popową byli The Byrds, którzy w końcu osiągnęli status jednej z najważniejszych grup na świecie. Ich styl gry na gitarach dwunastostrunowych stanowił bazę dla późniejszego, bardziej zróżnicowanego jangle popu. Jangle pop był ściśle powiązany z power popem, co dodatkowo wzmacniały zespoły takie jak The Raspberries i Big Star, zamazujące linię podziału między tymi stylami.
Jangle pop stał się znaczącą siłą w rocku alternatywnym początku lat osiemdziesiątych, czego przykładem były wczesne albumy R.E.M. i The Connells. Zjawisko to było zauważalne głównie na południu i środkowym zachodzie USA, choć grupa zespołów nazywana Paisley Underground tworzyła własną, bardziej psychodeliczną odmianę jangle popu na zachodnim wybrzeżu. Aktywna scena istniała również w Wielkiej Brytanii (Brilliant Corners, Jazz Butcher, Monochrome Set, Popguns, Loft, Family Cat, Felt, James), Australii (The Go-Betweens, Hummingbirds) i Nowej Zelandii (Clean, Mad Scene, Jean Paul Sartre Experience, The Bats, Chills).